# Jonathan Boffa
Pour les articles homonymes, voir Boffa.
Jonathan Boffa (né le 25 novembre 1992 à Negrar) est un nageur italo-américain qui représente l'Italie, spécialiste du 100 m et du 200 m nage libre.
Il est sélectionné en équipe italienne de relais 4 x 100 m nage libre et il remporte, dès sa première sélection, la médaille d'argent lors des Championnats d'Europe à Londres en 2016. Il est aussi médaillé de bronze du relais 4 x 200 m nage libre et médaillé d'argent du relais 4 x 100 m nage libre mixte, deux relais où il ne participe qu'aux séries.
Son père Jean-Marc Boffa est franco-italien et sa mère américaine d'origine italienne. Il a commencé à 17 ans la natation de compétition, en s'entraînant trois fois par semaine, alors que sa mère enseignait l'art à Malte.